# جريج مور (مبارز)
جورج مور (12 ديسمبر 1906 – 3 مارس 1977) هو مبارز بالسيف من المملكة المتحدة راحل، مثّل بلاده في الألعاب الأولمبية الصيفية 1948.

## روابط خارجية
جورج مور على موقع أوليمبيديا (الإنجليزية)
- جورج مور على موقع اللجنة الأولمبية البريطانية (الإنجليزية)